# Campylopus kaalaasii
Campylopus kaalaasii là một loài rêu trong họ Dicranaceae. Loài này được I. Hagen mô tả khoa học đầu tiên năm 1911.